# Jicchak Belfer
Jicchak Belfer, hebr. ‏יצחק בלפר‎ (ur. 6 lutego 1923 w Warszawie, zm. 22 stycznia 2021) – izraelski malarz i rzeźbiarz pochodzący z Polski. Uznawany w Izraelu za najdłużej żyjącego wychowanka Janusza Korczaka.

## Życiorys
Urodził się w Warszawie jako Izaak Belfer, trzeci z sześciorga rodzeństwa, ojciec był kupcem, a matka prowadziła dom. Kiedy miał cztery lata zmarł jego ojciec, wówczas razem z matką i bratem zamieszkał u dziadków. Od 1930 do 1938 uczył się w Domu Sierot prowadzonym przez Janusza Korczaka i Stefanię Wilczyńską, następnie przez rok był tam wolontariuszem i pomagał młodszym dzieciom. We wrześniu 1939 po zajęciu Warszawy przez Niemców oddzielił się od matki i brata i z przyjacielem przedostał się do Związku Radzieckiego. Został aresztowany i uwięziony w łagrze, pracował przymusowo w kopalni węgla na Uralu. Po ogłoszeniu amnestii w wyniku układu Sikorski-Majski w maju 1941 przeniósł się do Taszkentu i zaciągnął się do Armii Czerwonej, służył w batalionie piechoty, który został rozwiązany. Skierowano go wówczas do pracy w fabryce zbrojeniowej, gdzie pracował do końca wojny. W 1946 powrócił do Warszawy dowiedział się, że wszyscy jego bliscy zginęli. Rok później wyemigrował do Palestyny w ramach nielegalnej imigracji na statku Hagany HMS LCT 147, który został przejęty podczas rejsu przez władze Mandatu Brytyjskiego i skierowany do Zatoki Hajfy, następnie pasażerów internowano i skierowano do obozów internowania na Cyprze. Na Cyprze studiował rysunek i rzeźbę pod kierunkiem Ze’ewa Ben-Cewiego. W 1949 po wygaśnięciu mandatu brytyjskiego obóz zlikwidowano i razem z innymi uwolnionymi Jicchak Belfer wyemigrował do Izraela, zaciągnął się do IDF i służył przez około dwa lata. Po zakończeniu kryzysu sueskiego Belfer ukończył cztery lata studiów malarstwa w Instytucie Sztuki Awni i kolejne dwa lata studiów z historii sztuki. W 1965 został przyjęty w poczet członków Stowarzyszenia Malarzy i Rzeźbiarzy. Trzy lata później założył i prowadził zajęcia malarskie w Tel Awiwie w ramach organizacji robotniczej. Został mianowany doradcą artystycznym Urzędu Miasta Tel Awiw. W 1972 rozpoczął pracę jako wykładowca malarstwa na Uniwersytecie Ludowym w Tel Awiwie. W 2003 roku odsłonięto pomnik upamiętniający Janusza Korczaka i dzieci w Günzburgu w niemieckiej Bawarii. Prace Jicchaka Belfera były wystawiane w Izraelu i na całym świecie, wiele z nich przedstawia sceny z jego dzieciństwa, postać Janusza Korczaka i sceny Domu Sierot. Swoje wspomnienia zawarł w autobiograficznej książce „Biały dom w szarym mieście”. Zmarł 22 stycznia 2021.

## Życie prywatne
W 1961 ożenił się z Rosą, a rok później urodził się ich jedyny syn, Chaim.

## Twórczość literacka
- „Biały dom w szarym mieście” (2014);
- „Człowiek, który wiedział, jak kochać dzieci” (2015);
- „Król Maciuś I” – książka dla dzieci Janusza Korczaka – przekład z języka polskiego, redagowany i ilustrowany przez Jicchaka Belfera (2016)[4];
- „Kajtuś Czarodziej” – książka dla dzieci Janusza Korczaka – przekład z języka polskiego i pod redakcją Jicchaka Belfera (2019).